# Неукротиви робот
Неукротиви робот (енгл. The Wild Robot) амерички је анимирани научнофантастично-авантуристички филм из 2024. године, заснован на истоименом роману Питера Брауна. Режију потписује Криса Сандерса, по сценарију Криса Сандерса. Гласове позајмљују: Лупита Нјонго, Педро Паскал, Кит Конор, Бил Нај, Стефани Шу, Марк Хамил, Кетрин О’Хара, Мет Бери и Винг Рејмс.
Филм је премијерно приказан 8. септембра 2024. на Филмском фестивалу у Торонту. Приказивање у биоскопима је започело 27. септембара у Сједињеним Америчким Државама, односно 17. октобра у Србији. Наишао је на позитивне реакције критичара, који су нарочито похвалили причу, анимацију, дубину, музику и гласовне улоге. Наставак је тренутно у фази развоја.

## Радња
Ова епска авантура прати путовање робота РОЗУМ 7134, скраћено Роз. Роз је доживела бродолом и нашла се на ненасељеном острву. Како би научила да се прилагоди суровом окружењу, она постепено гради однос са животињама које тамо живе и тако постаје родитељ малом гушчету. Овај филм је моћна прича о проналажењу себе, узбудљиво испитивање везе између природе и технологије, као и дирљиво истраживање значења бити жив и повезан са живим светом.

## Гласовне улоге
| Улога     | Енглески глас | Српски глас        |
| --------- | ------------- | ------------------ |
| Роз       | Лупита Нјонго | Ивана Поповић      |
| Финк      | Педро Паскал  | Марко Марковић     |
| Жарко     | Кит Конор     | Никола Тодоровић   |
| Розарепка | Кетрин О’Хара | Филип Цуцић        |
| Дуговрати | Бил Нај       | Драган Вујић       |
| Вонтра    | Стефани Шу    | Ђурђина Радић      |
| Трно      | Марк Хамил    | Валентина Павличић |
| Веслач    | Мет Бери      |                    |
| Муња      | Винг Рејмс    |                    |